# رابرت دوتران
رابرت الکساندر دوتران (۲۷ آوریل ۱۸۹۳ - ۱۱ فوریه ۱۹۸۴) پژوهشگر علوم تربیتی و استاد دانشگاه ژنو بود.

## آثار
کتابی از او تحت‌عنوان پیشرفت مدارس با ترجمهٔ محمود منصور برگزیدهٔ جایزهٔ سلطنتی کتاب سال شد.